# مرضیه ستوده
مرضیه ستوده (زاده ۱۳۳۶ - تهران)، نویسنده و مترجم ایرانی مقیم کانادا و برنده جایزه ادبی صادق هدایت در سال ۱۳۸۲ است. او در اوایل جنگ ایران و عراق کشورش را ترک و به کانادا مهاجرت کرد. وی در کالج سنکا در رشته خدمات اجتماعی تحصیل کرده و اکنون مددکار اجتماعی است.

## آثار
داستان کوتاه
- بازنویسی بابوشکا
- تاپ تاپ خمیر
- امروز چه خواهی شوی
- ریو ریو رَ رَ ریو
- چند پر پونه
- زیاده قربانت صادق خان
- آهوی رمیده
- Stop Sign
- یا مقلب القلوب و …
- پانتومیم
- خانه تکانی
- عاشیق
- رقص شکوفه
- زنگ شادی
- حال همهٔ ما خوب است
- چراغ روشن خانهٔ علیشاه
- ملکوت هفتم
- زمان گذشت
- ای نگاری ذوالجناح
- بمب ساعتی تیک تیک تیک تیک
- بذر خورشید که پاشیده فلک بر سیستان

## رمان
- مقامات متن

## گزارش
- خداحافظ تهران

## ترجمه
- کودکی و جادو - هرمان هسه
- این آقای هلندی - هرمان هسه
- گسست صحرایی - توبیاس وولف
- شب آزمون - توبیاس وولف
- برادر موفق و کامیاب - توبیاس وولف
- ربایش - توبیاس وولف
- بیداری - توبیاس وولف
- طلاق - ایزاک بشویس سینگر
- سخنرانی آیزاک بشویس سینگر در مراسم جایزه نوبل ۱۹۷۸
- دست مایه‌ها – آلیس مونرو
- در شهرکی غریب - شروود آندرسن
- تنفس آرام- ایوان بونین
- اسب شاخدار توی باغچه - جیمز تربر
- اژدها ـ پری - راینر ماریا ریلکه
- کافکا، ریلکه و رامپل استیل اسکین - ادریس پری

## نمونه نثر
جملات زیر از داستان «عاشیق» انتخاب شده‌اند:
«من و خواهرم دوقلو هستیم. دوقلوهای تخمک جدا. اصلاً شکل هم نیستیم. نه قیافه، نه روحیه. او بگو بخند است. من حوصله ندارم. راستش اصلاً او یک جو عقل ندارد. او به من می‌گوید تو یک ذره احساس نداری…»
«خواهرم ترجیح می‌داد که مهمان بیاید خانه‌اش تا هی به این و آن رو بیندازد. بعد که هنر دوستان اندک‌اندک جمع می‌شدند، اولش یک‌کم خوش بودند، با خوشی به هم می‌گفتند به سلامتی، مثل آدم از هم می‌پرسیدند کار تازه چی داری؟ بعد آن‌هایی که در ردهٔ بالاتری از هنر، یعنی نشانه‌شناسی بودند، دربارهٔ دال و مدلول و گفته‌های لاکان و سوسور و دریدا، تا نصف شب ور می‌زدند. رشیدخان خیلی دقت می‌کرد که واژهٔ دیفرانس را حتماً دیفقانس تلفظ کند. آخر شب دیگر خشن و بی‌تربیت می‌شدند؛ مثلاً رشیدخان تقریباً با حمله به مدعوین هوار می‌زد: سوسور به اون جای ننه‌ش خندیده که این را گفته.»
«ما زودتر رفتیم. قدم زدیم. همه‌جا سنگ‌فرش بود، سقف‌ها بلند، رواق‌ها تو در تو، پنجره‌ها مشبک با شیشه‌های رنگی رنگی؛ و یک بوی خوش اثیری. هاله‌ای از حرمت و پذیرش گرد ما بود. بعدازظهر بود… .»

## دستاورد
مرضیه ستوده در سال ۱۳۸۲ به خاطر داستان «تاپ تاپ خمیر» برنده جایزه ادبی صادق هدایت شد و مورد تقدیر قرار گرفت.
او هم چنین با ارائه داستان «عاشیق» برنده نشان ویژه نخستین دوره جایزه ادبی چراغ مطالعه شد.

## ارجاعات
1. ↑  نگاهی به قصه‌های مرضیه ستوده، وب سایت شهروند.
2. 1 2  قصه‌های ما از رؤیا تا واقعیت ، "عاشیق" بایگانی‌شده  در ۲۰ دسامبر ۲۰۱۰ توسط Wayback Machine، وب سایت رادیو کوچه.
3. ↑  برندگان جایزه ادبی هدایت بایگانی‌شده  در ۷ آوریل ۲۰۱۰ توسط Wayback Machine، وب سایت رسمی صادق هدایت.
4. ↑  برندگان جایزه ادبی هدایت بایگانی‌شده  در ۱۰ فوریه ۲۰۱۱ توسط Wayback Machine، وب سایت سخن
5. ↑  برگزیدگان نخستین دوره جایزه ادبی چراغ مطالعه، خبرگزاری مهر